# حزب کمونیست لبنان
حزب کمونیست لبنان (عربی: الحزب الشیوعی اللبنانی‎) حزبی است با بینش مارکسیستی، که از سال ۱۹۲۴ به بعد در لبنان فعالیت می‌کند.این حزب در گذشته کرسی هایی در مجلس نمایندگان لبنان داشت اما در حال حاضر هیچ سکویی ندارد.